# Ivor Grattan-Guinness
Ivor Owen Grattan-Guinness (23 tháng 6 năm 1941 – 12 tháng 12 năm 2014) là một nhà lịch sử toán học và logic.

## Cuộc sống
Grattan-Guinness được sinh ra ở Bakewell, Anh; cha ông là mtoj giáo viên toán học và quản trị giáo dục. Ông lấy được bằng Cử nhân Toán học tại Wadham College, Oxford, và Thạc sĩ Toán học Logic và Triết học tại Trường Kinh tế và Khoa học Chính trị Luân Đôn vào năm 1966.

## Ấn phẩm tuyển chọn

### Sách đã viết
- 1970. The Development of the Foundations of Mathematical Analysis from Euler to Riemann. MIT Press.[4]
- 1972. Joseph Fourier, 1768 – 1830 (In collaboration with J.R. Ravetz). MIT Press.[5]
- 1977. Dear Russell – Dear Jourdain: a Commentary on Russell's Logic, Based on His Correspondence with Philip Jourdain. Duckworth.[6]
- 1980. From the Calculus to Set Theory, 1630–1910: An Introductory History (with chapters written by H. J. M. Bos). Duckworth.
- 1982. Psychical Research: A Guide to Its History, Principles & Practices - in celebration of 100 years of the Society for Psychical Research, Aquarian Press, ISBN 0-85030-316-8.
- 1990. Convolutions in French Mathematics, 1800–1840 in 3 Vols. Birkhauser.
- 1997. The Rainbow of Mathematics: A History of the Mathematical Sciences. Fontana. ISBN 978-0-00-686179-9 (pbk). W. W. Norton and Company (1999). ISBN 978-0-393-04650-2 (hbk), ISBN 0-393-32030-8 (pbk).
- 2000. (Reprint) From the Calculus to Set Theory 1630–1910: An Introductory History (with chapters written by H. J. M. Bos). Princeton University Press. ISBN 0-691-07082-2.
- 2000. The Search for Mathematical Roots, 1870–1940: Logics, Set Theories, and the Foundations of Mathematics from Cantor through Russell to Gödel. Princeton University Press. ISBN 0-691-05858-X. Bibliography.[7] (For research on this book he held a Leverhulme Fellowship from 1995 to 1997.)
- 2009 Routes of Learning: Highways, Pathways, and Byways in the History of Mathematics. Johns Hopkins University Press. ISBN 0-8018-9248-1.

### Ấn phẩm
- W.H. and G.C. Young, The theory of sets of points, 2nd edition (ed. with R.C.H. Tanner; 1972, New York: Chelsea). [Introduction and appendix.]
- E.L. Post, "The modern paradoxes", History and philosophy of logic, 11 (1990), 85–91.
- Philip E. B. Jourdain, Selected essays on the history of set theory and logics (1906–1918), (1991, Bologna: CLUEB), xlii + 352 pages. [Introduction and indexes.]
- George Boole, Selected manuscripts on logic and its philosophy (ed. with G. Bornet, 1997, Basel: Birkhäuser), lxvi + 236 pages.[Part Introduction and editorial material.]
- Grattan-Guinness' The Search for Mathematical Roots 1870–1940 is a sweeping study of the rise of mathematical logic during that critical period. The central theme of the book is the rise of logicism, thanks to the efforts of Frege, Bertrand Russell, and Alfred Whitehead, and its demise due to Gödel and indifference. Whole chapters are devoted to the emergence of algebraic logic in the 19th century UK, Cantor and the emergence of set theory, the emergence of mathematical logic in Germany told in a way that downplays Frege's importance, and to Peano and his followers. There follow four chapters devoted to the ideas of the young Bertrand Russell, the writing of both The Principles of Mathematics and Principia Mathematica, and to the mixed reception the ideas and methods encountered over the period 1910–40. The book touches on the rise of model theory as well as proof theory, and on the emergence of American research on the foundation of mathematics, especially in the hands of E. H. Moore and his students, of the postulate theorists, and of Quine. While Polish logic is often mentioned, it is not covered systematically. Finally, the book is a contribution to the history of philosophy as well as of mathematics.

### Sách đã chỉnh sửa
- 2003. Companion Encyclopedia of the History and Philosophy of the Mathematical Sciences, 2 vols. Johns Hopkins University Press. ISBN 0-8018-7396-7
- 2005. Landmark Writings in Western Mathematics. Elsevier.

### Bài viết
- 2000. "Christianity and Mathematics: Kinds of Link and the Rare Occurrences after 1750." Physis: Rivista Internazionale di Storia della Scienza XXXVII. Nuova Serie. Fasc. 2. 2000: 467-500.
- 2001. "Manifestations of Mathematics in and around the Christianities: Some Examples and Issues." Historia Scientiarum 11-1. July 2001: 48-84.
- 2002. A Sideways Look at Hilbert's Twenty-Three Problems of 1900, Notices of the American Mathematical Society 47: 752–57.
- 2008. "Foundations of Mathematics and Logicism," in Michel Weber and Will Desmond (eds.), Handbook of Whiteheadian Process Thought, Frankfurt / Lancaster, Ontos Verlag: 97-104. Cf. Michel Weber, « Ivor Grattan-Guinness, "Algebras, Projective Geometry, Mathematical Logic, and Constructing the World. Intersections in the Philosophy of Mathematics of A.N. Whitehead", Historia Mathematica 29, N° 4, 2002, pp. 427-462 », Zentralblatt MATH, European Mathematical Society, Fachinformationszentrum Karlsruhe & Springer-Verlag, 1046.00003.